# Marine Vacth
Marine Vacth (Parigi, 9 aprile 1991) è una modella e attrice francese.

## Biografia
Ha cominciato la sua carriera di modella a 15 anni, per H&M. Successivamente è entrata nel mondo del cinema: ottiene il primo ruolo da protagonista nel 2013, in Giovane e bella di François Ozon in cui impersona una giovane prostituta. Il ruolo la proiettò alla notorietà internazionale. 
Vacth lavorò ancora con Ozon per il suo Doppio amore, nel 2017.

## Filmografia
- Ma part du gâteau, regia di Cédric Klapisch (2011)
- L'Homme à la cervelle d'or, regia di Joan Chemla (2012)
- Ce que le jour doit à la nuit, regia di Alexandre Arcady (2012)
- Giovane e bella (Jeune et Jolie), regia di François Ozon (2013)
- Belles familles, regia di Jean-Paul Rappeneau (2015)
- Doppio amore (L'Amant double), regia di François Ozon (2017)
- Si tu voyais son cœur, regia di Joan Chemla (2017)
- Pinocchio, regia di Matteo Garrone (2019)
- DNA - Le radici dell'amore (ADN), regia di Maïwenn (2020)
- On the edge (Entre la vie et la mort), regia di Giordano Gederlini (2021)
- Masquerade - Ladri d'amore (Mascarade), regia di Nicolas Bedos (2022)

## Doppiatrici italiane
- Domitilla D'Amico in Pinocchio, Masquerade - Ladri d'amore
- Joy Saltarelli in Giovane e bella
- Veronica Puccio in Doppio amore
- Jessica Bologna in DNA - Le radici dell'amore